# Carmen Klomp
Carmen Joanne Klomp-Wearne (Adelaida, 14 de mayo de 1975) es una deportista australiana que compitió en remo.
Ganó una medalla de bronce en el Campeonato Mundial de Remo de 1994, en la prueba de dos sin timonel. Participó en los Juegos Olímpicos de Atlanta 1996, ocupando el quinto lugar en la prueba de ocho con timonel.

## Palmarés internacional
| Campeonato Mundial | Campeonato Mundial            | Campeonato Mundial | Campeonato Mundial |
| Año                | Lugar                         | Medalla            | Prueba             |
| ------------------ | ----------------------------- | ------------------ | ------------------ |
| 1994               | Indianápolis (Estados Unidos) | Medalla de bronce  | Dos sin timonel    |